# Zighoud Youcef
Zighoud Youcef (in caratteri arabi: زيغود يوسف) è una città dell'Algeria, capoluogo dell'omonimo distretto, nella provincia di Costantina.